# Piotr Morgunov (2018)
El Piotr Morgunov (en ruso: Пётр Моргунов), también encontrado en español como Petr o Peter Morgunov, cuya designación oficial romanizada era RFS 117 «Pyotr Morgunov», es un gran buque de desembarco del Proyecto 11711, más conocido en Occidente como clase Ivan Gren de la Armada de Rusia. El buque lleva el nombre del comandante militar soviético, el teniente general de las topas costeras Piotr Alekséyevich Morgunov.
Los buques del proyecto 11711 (o clase Iván Green), están diseñados para realizar misiones de asalto anfibio, siendo la clase de buques más modernos en este destino de los que cuenta la Armada de Rusia. 

## Diseño
Los buques de la clase Iván Green fueron diseñados por la Oficina de Diseño de Neva para convertirse en los sucesores de los clase Ropucha y Tapir, ampliamente usados por Rusia, pero heredados de la era soviética.
Los buques están destinados a desembarcar tropas y transportar equipo militar en un rango de 4000 millas náuticas (7408,0 km). Los barcos pueden transportar hasta 300 soldados, o 13 tanques, o 35 vehículos blindados de transporte de personal o vehículos de combate de infantería. También pueden transportar helicópteros de transporte y ataque Ka-29.

## Historial
Su puesta de quilla fue el 11 de junio de 2015 en el astillero de Yantar de Kaliningrado, seis días antes de someter al buque líder de clase]], el Iván Gren, a nuevas pruebas en alta mar. Fue botado el 25 de mayo de 2018, aunque no estuvo listo para las pruebas en alta mar hasta marzo de 219, cuando ya contaba con tripulación adscrita.
La asignación oficial tuvo lugar el 23 de diciembre de 2020, siendo alistado en la Flota del Norte.

### Servicio en la Flota del Norte
De diciembre de 2020 a febrero de 2022 estuvo asignado a la Flota del Norte rusa sin misiones de relevancia.

### Servicio en la Flota del Mar Negro
En febrero de 2022, con el estallido de la invasión rusa de Ucrania, el buque se encontraba en Novorosíisk tras una misión en la Base naval de Tartús (Siria), por lo que fue reasignado a la Flota del Mar Negro para reforzar las capacidades de desembarco de ésta de cara al frente naval de la guerra.
Tras la explosión del puente de Crimea de 2023 fue monitorizado mientras era utilizado como ferry de material en el estrecho de Kerch.